# Michela Giordano
Michela Giordano (Cuneo, 29 agosto 2002) è una calciatrice italiana, difensore del Napoli e della nazionale italiana Under-23.

## Carriera

### Club
Giordano si avvicina al calcio fin da giovanissima, iniziando l'attività agonistica nel Valvermenagna, società di Robilante, giocando con i maschietti prima di trasferirsi nella sua prima realtà sportiva interamente femminile, il Cuneo, con il quale disputa il Campionato Primavera di categoria ma dove ha anche l'opportunità, nella stagione 2016-2017, di essere aggregata alla prima squadra esordendo in Coppa Italia all'età di 14 anni.
Con la decisione della società di cedere, nell'estate 2017, il titolo sportivo alla Juventus desiderosa di entrare nel campionato italiano femminile di calcio dalla Serie A, Giordano è tra le ragazze che viene integrata nell'organico delle bianconere, ma per la sua ancora giovane età aggregata nuovamente a una formazione Primavera. Con questa inizia a conseguire i suoi primi trofei, la Viareggio Women's Cup e uno scudetto Under-17.
Per giungere in prima squadra deve aspettare la stagione 2018-2019, impiegata seppure solo in un'occasione dal tecnico Rita Guarino in Coppa Italia, continuando l'attività principalmente nel settore giovanile. Guarino continuerà a utilizzarla sporadicamente anche nella stagione successiva, ancora in Coppa Italia, dove sigla la sua prima rete bianconera da "senior" fissando il risultato nella vittoria esterna per 8-0 sul Fortitudo Mozzecane, e con più frequenza in quella 2019-2020, dove matura 5 presenze in campionato, debuttando in Seria A alla 12ª giornata, rilevando Lisa Boattin nei minuti finali della vittoria per 5-0 sul Verona, 3 in Coppa Italia e, pur rimanendo in panchina, in Supercoppa e UEFA Women's Champions League.
Dopo tre stagioni consecutive in prestito alla Sampdoria, il 22 luglio 2024 Giordano passa a titolo definitivo al Napoli, sempre in Serie A.

## Statistiche

### Presenze e reti nei club
Statistiche aggiornate all'11 maggio 2025.
| Stagione         | Squadra          | Campionato       | Campionato | Campionato | Coppe nazionali | Coppe nazionali | Coppe nazionali | Coppe internazionali | Coppe internazionali | Coppe internazionali | Altre coppe | Altre coppe | Altre coppe | Totale | Totale |
| Stagione         | Squadra          | Comp             | Pres       | Reti       | Comp            | Pres            | Reti            | Comp                 | Pres                 | Reti                 | Comp        | Pres        | Reti        | Pres   | Reti   |
| ---------------- | ---------------- | ---------------- | ---------- | ---------- | --------------- | --------------- | --------------- | -------------------- | -------------------- | -------------------- | ----------- | ----------- | ----------- | ------ | ------ |
| 2016-2017        | Cuneo            | A                | -          | -          | CI              | 1               | 0               | -                    | -                    | -                    | -           | -           | -           | 1      | 0      |
| 2018-2019        | Juventus         | A                | -          | -          | CI              | 1               | 0               | UWCL                 | -                    | -                    | SI          | -           | -           | 1      | 0      |
| 2019-2020        | Juventus         | A                | -          | -          | CI              | 1               | 1               | UWCL                 | -                    | -                    | SI          | -           | -           | 1      | 1      |
| 2020-2021        | Juventus         | A                | 5          | 0          | CI              | 3               | 0               | UWCL                 | 0                    | 0                    | SI          | 0           | 0           | 8      | 0      |
| Totale Juventus  | Totale Juventus  | Totale Juventus  | 5          | 0          |                 | 5               | 1               |                      | -                    | -                    |             | -           | -           | 10     | 1      |
| 2021-2022        | Sampdoria        | A                | 21         | 0          | CI              | 4               | 0               |                      | -                    | -                    |             | -           | -           | 25     | 0      |
| 2022-2023        | Sampdoria        | A                | 25         | 0          | CI              | 2               | 0               |                      | -                    | -                    |             | -           | -           | 27     | 0      |
| 2023-2024        | Sampdoria        | A                | 25         | 2          | CI              | 1               | 0               |                      | -                    | -                    |             | -           | -           | 26     | 2      |
| Totale Sampdoria | Totale Sampdoria | Totale Sampdoria | 71         | 2          |                 | 6               | 0               |                      | -                    | -                    |             | -           | -           | 77     | 2      |
| 2024-2025        | Napoli           | A                | 23         | 2          | CI              | 3               | 0               | -                    | -                    | -                    | -           | -           | -           | 26     | 2      |
| Totale carriera  | Totale carriera  | Totale carriera  | 99         | 4          |                 | 15              | 1               |                      | 0                    | 0                    |             | 0           | 0           | 114    | 5      |

## Palmarès

### Club
- Campionato italiano: 3

Juventus: 2018-2019, 2019-2020, 2020-2021
- Coppa Italia: 1

Juventus: 2018-2019
- Supercoppa italiana: 1

Juventus: 2020